# Всероссийская федерация лёгкой атлетики
Всеросси́йская федера́ция лёгкой атле́тики (сокр. ВФЛА) — спортивная организация, занимающаяся развитием и популяризацией лёгкой атлетики в России и руководящая проведением всероссийских соревнований в этом виде спорта. Является членом Международной ассоциации легкоатлетических федераций (ИААФ; членство приостановлено с ноября 2015 года) и Европейской легкоатлетической ассоциации.

## Деятельность
Всероссийская федерация лёгкой атлетики проводит:
- чемпионат России по лёгкой атлетике, в том числе:
  - зимний чемпионат России по длинным метаниям;
  - зимний чемпионат России по спортивной ходьбе;
  - чемпионат России по кроссу;
  - чемпионат России по марафону;
  - чемпионат России по многоборьям;
  - чемпионат России по спортивной ходьбе;
  - чемпионат России в беге на 10 000 метров;
  - чемпионат России по эстафетному бегу;
- чемпионат России по лёгкой атлетике в помещении, в том числе:
  - чемпионат России по многоборьям в помещении.

## Допинговый скандал
9 ноября 2015 года комиссия Всемирного антидопингового агентства (WADA) рекомендовала Международной ассоциации легкоатлетических федераций (IAAF) дисквалифицировать ВФЛА за систематические нарушения, связанные с применением допинга спортсменами.
13 ноября 2015 года при активной позиции Коу и по рекомендациям WADA было приостановило членство ВФЛА в IAAF на неопределённый срок. 26 ноября ВФЛА согласилась с этим решением и решила его не оспаривать, а также выразила готовность сотрудничать и выполнять рекомендации инспекции IAAF.

### Дисквалификация
17 июня 2016 года IAAF приняла решение не возобновлять членство ВФЛА. Глава IAAF Себастьян Коу заявил:

Несмотря на то что была проделана большая работа, IAAF единогласно решила, что ВФЛА не может быть восстановлена в членстве IAAF на этой стадии. Российская организация не соответствует необходимым критериям. Пока ВФЛА остается отстраненной, её члены не должны принимать участия в международных соревнованиях или делах IAAF.— 
20 июня 2016: Генсек Всероссийской федерации лёгкой атлетики (ВФЛА) Михаил Бутов сообщил прессе, что он лишён членства в совете IAAF. По словам чиновника, приостановление его членства в совете IAAF значительно ухудшило ситуацию, связанную с дисквалификацией ВФЛА:

Раньше я имел возможность присутствовать в качестве члена совета на различных заседаниях, общаться с коллегами, обсуждать с ними все вопросы, доносить до них свою точку зрения. Теперь ничего этого не будет

Членство российских представителей в IAAF приостановлено до тех пор, пока в правах не восстановят всю российскую федерацию лёгкой атлетики.
21 июня 2016 года Международный олимпийский комитет (МОК) поддержал решение IAAF не допускать до участия в Олимпийских играх 2016 года легкоатлетическую команду России. Также отстранены от соревнований были все причастные к допинговому скандалу лица, включая тренеров и врачей. Однако отдельные российские спортсмены получили возможность принять участие в Играх как частные лица, если докажут свою чистоту от употребления допинга.
13 сентября 2017 года NYT со ссылкой на гендиректора ВАДА Оливье Ниггли сообщила о том, что «Имеющихся доказательств недостаточно для того, чтобы подтвердить нарушение антидопинговых правил 95 спортсменами».
4 декабря 2018 года в ходе заседания совета IAAF было принято решение о продлении санкций в отношении Всероссийской федерации лёгкой атлетики (ВФЛА), которые не позволяют спортсменам страны выступать на международных стартах под национальным флагом. Данное решение совета IAAF означает, что российские легкоатлеты не смогут выступить под флагом РФ на чемпионате Европы в помещении, который пройдет в феврале 2019 года в Глазго.
В сентябре 2020 года французский суд признал виновным в коррупции и приговорил бывшего президента Всероссийской федерации легкой атлетики Валентина Балахничева к трем годам тюрьмы, бывшего старшего тренера сборной России по легкой атлетике Алексей Мельников к двум годам тюрьмы. Их обвинили в даче взяток бывшему главе IAAF Ламина Диака для сокрытия нарушений антидопинговых правил российскими спортсменами. По данным следствия общая сумма взяток составила 3 миллиона евро. Ламин Диака приговорён к двум годам лишения свободы и к двум годам условно.
2020: После ответа от World Athletics на письмо ВФЛА о невозможности оплатить в срок штраф в 5 млн долл. — теперь с большой долей вероятности международная ассоциация начнет процедуру полного исключения ВФЛА (сейчас ВФЛА является членом WA, хоть и не имеет статуса соответствия кодексу); в связи с этим глава ВФЛА Евгений Юрченко объявил о своей отставке.
В феврале 2021 года Всероссийская федерация легкой атлетики (ВФЛА) представила план по восстановлению федерации. В частности в плане признается, что культура допинга в российской легкой атлетике считалась необходимым требованием и существовала на протяжении нескольких десятилетий.
В ноябре 2021 года WA продлила отстранение Всероссийской федерации легкой атлетики.
В ноябре 2022 года восстановления ВФЛА снова не произошло. Новые рекомендации ожидаются в марте 2023 года.

## Руководство
До 2024 года главным руководящим органом ВФЛА являлся Президиум, состоящий из 17 членов, включая президента. С 2024 года в соответствии с новым Уставом организации постоянно действующим руководящим коллегиальным органом федерации является Исполком ВФЛА, возглавляемый председателем федерации.
Руководители федерации в разные годы:
- 1991-2015— Балахничёв Валентин Васильевич[15]
- 2015-2016 — Зеличёнок Вадим Борисович (исполняющий обязанности)
- 2016-2019 — Шляхтин Дмитрий Анатольевич[пол.]
- 2019-2020 — Тарасенко Юлия Викторовна[16] (исполняющая обязанности)
- 2020 — Юрченко Евгений Валерьевич[17].
- 2020-2021 — Иванов Пётр Валерьевич[18].
- 2021-2022 — Привалова Ирина Анатольевна (13 февраля 2021 года на заседании Президиума Привалова была объявлена исполняющей обязанности президента ВФЛА в связи с тем, что Иванов не мог исполнять обязанности на этой должности до 16 декабря 2022 года из-за решения по иску Всемирного антидопингового агентства к Российскому антидопинговому агентству[19])
- 2022-2024 — Иванов Пётр Валерьевич[20]
- С ноября 2024 года — Фрадков Пётр Михайлович[21]